# ロック・ハワード
ロック・ハワード (Rock Howard) はSNK（SNKプレイモア）の対戦型格闘ゲーム『餓狼 MARK OF THE WOLVES』などに登場する架空の人物。

## キャラクターの設定
『餓狼 MARK OF THE WOLVES』（以下『餓狼MOW』と表記）の主人公にして、『餓狼伝説』シリーズの悪役であるギース・ハワードの実の息子。しかし母を省みなかったギースを恨んでいる。
病身の母との2人暮らしを経て、その母の死後はテリー・ボガードに養われて育つ。なお、その頃はすでにギースもテリーに倒されて死亡しており、ギースの死を知ったロックはやり場のない怒りをぶつけるためテリーに戦いを挑んだという。
格闘技の手解きは養父のテリーに受けているため、テリーと同じ技（「ライジングタックル」）を使うが、実父と同じ技（「烈風拳」や「レイジングストーム」など）も使う。『餓狼MOW』でセカンドサウスでKOFの大会主催者で母・メアリーの弟でロックの叔父にあたるのカインと対決して勝利し、ロックのエンディングにおいて、母が生きていることをカインに仄めかされ、その真偽を確かめる為にテリーに申し訳無く思いながらもテリーと別離しカインに渋々同行した。当時は1999年を最後に旧SNK倒産に伴い続編が作られず謎のまま終わったが、2022年に新たな続編である『餓狼伝説 City of the Wolves』（以下『餓狼CotW』と表記）の開発が発表された。
『餓狼CotW』にて自らの生き方と向き合う為に更なる戦いを決意。カインにより母がある組織に捕まっていることを知らされ、KOF開催を聞きカイン共々KOFに参戦した。
男世帯で育てられたため、シャイで女性が苦手であり、双葉ほたるやB.ジェニーと戦った時の勝利メッセージにもそれが表れている。
養父の弟であるアンディ・ボガードのことは知っていたが、面識がなかったらしく、アンディの弟子の北斗丸と対戦した際に「どこかで聞いたような流派の使い手だ」という趣旨の発言をしている。ドンファン・ジェイフン兄弟とは旧知の関係。

### 客演作品
『ザ・キング・オブ・ファイターズ』（以下『KOF』と表記）シリーズの『KOF2001』と『KOF2002』ではテリーの勝利ポーズに登場する。ここでは若い姿のテリーに応じて、ロックも子供の姿である。一方『KOF』オリジナルシリーズとはパラレル関係にある『KOF MAXIMUM IMPACT』（以下『KOF MI』と表記）シリーズでは『餓狼MOW』と同じ姿で登場し、『KOF MI』とオリジナルシリーズの『KOF XI』の両方の後日談であるアニメ『The King of Fighters: Another Day』でも成長した姿となっている。『KOF XIV』ではDLCキャラクターの1人として成長した姿で正規に『KOF』シリーズに参戦している。『KOF XV』でもDLCキャラクターで、B.ジェニーと牙刀とともに餓狼MotWチームのメンバーとして出場することになる。
『CAPCOM VS. SNK 2』（以下『CVS2』と表記）では『餓狼MOW』とは違い女性キャラクターへの反応は普通なものになっているが、それでもグラマラスで露出度の高いモリガン・アーンスランドに言い寄られた際にはシャイな反応が見られる。
一方『KOF MI』シリーズにおける不知火舞との会話で「俺がテリーの息子だとすると、舞さんは自分にとってはおば…」と言った時点で舞にたしなめられて、勝利後は「こんな人と一緒でアンディさんも苦労するな」とつぶやいている。『KOF MAXIMUM IMPACT2』（以下『KOF MI2』と表記）ではニノン・ベアールには不気味さから少し怖気づいていた（ニノンにとってロックは異性として好みのタイプである）。ただ『KOF MIXIMUM IMPACT REGULATION "A"』に出場しているブルー・マリーとはテリーを通じて顔見知り程度になっているため普通に接しており、マリーの本名も知っている。
『KOF MI2』やアニメ『Another Day』では、実父の側近であったビリー・カーンに執着されており、ビリーからは「あのお方の息子」と呼ばれ、その発言に声を荒らげて「あの男の息子なんかじゃない」と反論する。
『ネオジオバトルコロシアム』（以下『NBC』と表記）にも参戦し、テリーと共同で繰り出す「アナザーダブルアサルト」が存在する。
また、恋愛シミュレーションゲーム『Days of Memories』シリーズにも登場している。初登場となる『Days of Memories 〜彼と私の熱い夏〜』は『Days of Memories』シリーズ唯一の女性向けストーリー作品で、ロックは江坂の雷門学園（高等学校）にやってきた転校生という設定。そのルックスから転入早々、女子生徒たちのアイドル的存在となり影で「王子」と呼ばれファンクラブが結成されている。だがシャイな性格の設定がここでも健在で、あまり居心地よく思っていない。テリーがコーチを務めるバスケ部に入るが、その天性の才能のためか周囲と対立、親しい友人はいない様子。保護者代わりでもあるテリーだけを信頼している。テリーと一緒に寮で生活している。公式設定では17歳である年齢が、この作品では16歳になっている。その他『Days of Memories 〜風舞う都でつかまえて!〜』『Days of Memories 〜世界で一番熱い冬〜』にも出演している。キャラクター設定は原作に忠実だが、『Days of Memories』自体はパラレルワールドである。

## キャラクターの性能
必殺技の種類は実父のギースと養父のテリーの物が混在した取り合わせになっており、当身技、ダッシュからの派生技など多彩な技を使うことができる、スタンダードかつテクニカルなキャラクター。しかし、初登場作品の『餓狼MOW』では各種技の判定が弱い、リーチが短く避け攻撃の無敵時間が短い、「デッドリーレイブ」や「レイジングストーム」などの必殺技の攻撃力が低いことから、主人公でありながら最弱キャラクターに位置していた。

## 各種技の解説

### 通常投げ
虚空閃
いわゆる背負い投げ。
グラッブリングアッパー
『CVS2』でのみ使用する。相手をつかみアッパーで殴り飛ばす。
烈空刹
『KOF MI』シリーズで使用。投げで相手を地面に叩きつけた後、蹴り飛ばす。
ファングアンドクロウ
『KOF XIV』で使用。掴んだ相手にフックを叩き込み、回し蹴りで吹き飛ばす。

### 特殊技
アークキック
『餓狼MOW』では下段避け攻撃。前進しながら振り上げた踵を落とす。
技名は『CVS2』でのもの。
エルボースパイク
『餓狼MOW』では上段避け攻撃。姿勢を低くしながら肘打ちを繰り出す。
技名は『KOF XIV』でのもの。
コンビネーション
近距離立ち強キックから踵落としを放つ。
元々は『餓狼MOW』のコンビネーションアタックだが、『NBC』では特殊技になっている。
バックスラッシュ
『KOF MI』シリーズで使用。前方に大きく踏み込みながら蹴りを繰り出す。
ダブルファング
『KOF MI』シリーズで使用。飛び2段回し蹴りを繰り出す。

### 必殺技
烈風拳
掌に気を溜め、地面に気をぶつけ気の波を作り相手に放つ。ギースの同名の技とほぼ同じ。
ダブル烈風拳
両掌に気を溜め、片手ずつ地面に気をぶつけた後に気の波を重ね大きな気の波を作り相手に放つ。これもギースの同名の技とほぼ同じ。
『KOF XIV』では「烈風拳」のEX必殺技版となっている。
ダブル烈風拳・改
『KOF MI2』から使用。目の前に射程の短い「ダブル烈風拳」を作りだす。
「ダブル烈風拳」を出した直後にコマンドを入力すると、この技に移行する。こちらは相手を吹き飛ばし、他の必殺技でキャンセルができる。

疾風拳
『CotW』から使用するギースの同名の技同様空中から斜め下に向けて気弾を放つ飛び道具。強弱で発射する角度が異なり、REV版では2発発射する。

真空投げ
相手を掴んで素早い動作で後方高くに投げ飛ばす技。ギースの同名の技とほぼ同じだが、ブレーキングが可能で、それにより投げた相手に空中追撃ができる。「レイジラン・type「シフト」（後述する）」から出すと投げた相手が飛ばされる軌道が変わり、近くに落ちてくるようになる。
羅刹
「真空投げ」のブレーキングからさらに移行する専用の追撃技（『MI2』ではブレーキングとは別のコマンド、『KOF XIV』ではEX版の真空投げが決まると自動で繰り出す）。片手に気を溜めて突き出し発射する。

ライジングタックル
足を上に向けて錐揉み回転しながら飛び上がる技。テリーのものとほぼ同じだが、ヒット数は少なめ。
ハードエッジ
肘打ちで突進する技。強で出すと肘打ちの後に気を込めた掌底も決める。動作はギースの「邪影拳」に似ているが、性能としてはテリーの「バーンナックル」に近い。
クラックカウンター
相手の攻撃を受け止め、テリーの「クラックシュート」のような踵落としを決める。
ギースの「当て身投げ」とテリーの「クラックシュート」を合わせたような技。
ボルディング
『KOF MI』シリーズのみに存在する、「クラックカウンター」からの追撃技。踵落としでダウンさせた相手を蹴り飛ばす。

レイジラン
素早くダッシュする。ボタンの強弱で接近後の行動と技名が変わる。
レイジラン・type「ダンク」
テリーの「パワーダンク」のように飛びながら拳を打ち下ろす。
レイジラン・type「シフト」
さらに加速し相手の後ろに回り込む。回り込んだ後に「真空投げ」に派生可能。
レイジラン・type「セーブ」
『CVS2』のみの技。攻撃をせずに停止する。
レイジラン・type「アッパー」
『KOF MI2』からの技。アッパーカットで相手を打ち上げる。
レイジラン・type「レイアップ」
『CotW』からの技。飛び上がりながら「飛翔月輪斬」のような手刀攻撃を繰り出す。

### T.O.P.アタック / REVブロウ
オーバーヘッドキック
高い放物線の軌道で跳んで繰り出す。『KOF MI』シリーズでは特殊技、『CotW』では地上REVブロウになっている。
飛翔月輪斬（ひしょうげつりんざん）
小さく跳ねながら手刀攻撃を繰り出す空中REVブロウ。

### 超必殺技（潜在能力）
レイジングストーム
両腕を地面に振り下ろし、自分の周りに勢い良く気を立ち上らせる技。ギースのものとは違い、気の奔流とでもいうべきエフェクトになっている。ギースより出しやすいコマンドになっているが、威力は低い。
この技で勝利すると専用の勝利ポーズとなり、体から溢れ出る気を納められずに苦しむ。『MOW』などでは勝利画面のメッセージも専用のものとなる。
『餓狼MOW』の潜在能力、『CVS2』のLV3バージョンなどは溜めて出すこともできる。
シャインナックル
拳に光を纏わせ突進する。潜在版は突進後、肘打ち（上段避け攻撃と同じ動作）から「ライジングタックル」に繋ぐ。
この技にも専用の勝利ポーズがあり、こちらは上着を相手に投げる。
『KOF XIV』での MAX版は突進後の追撃がアッパーからの「パワーダンク」に変更されている。
デッドリーレイブ・ネオ
相手に突進して連続攻撃を叩き込む技。ギースの「デッドリーレイブ」とほぼ同じだが、最後に気を込めた一撃を放つ際に、その反動で自分の体勢を若干崩す演出がある。
『KOF XIV』では追加入力が必要ない純粋な乱舞技となっており、従来より使いやすくなっている。
この技で勝利した場合、「レイジングストーム」同様の勝利ポーズになる。
デッドリーレイブ・EXT（エクストラ）
『KOF XV』で使用。デッドリーレイブ・ネオとはフィニッシュが違い、レイジングストームのような気を放つ。威力はネオに劣るが、技後は両手に気を纏って各種必殺技が強化される。
ネオ・レイジングストーム
『KOF MI2』から使用。「ダブル烈風拳・改」で相手を空中に打ち上げ、落ちてくると同時に「レイジングストーム」を放つ。
パワーゲイザー typeR
『CotW』で使用するヒドゥンギア。テリーの技「パワーゲイザー」を放つ。

## その他
- 『KOF』製作スタッフが『KOF2000』にロックを出演させようと『餓狼』製作スタッフに頼んだところ「ロックはこれから育てていくキャラクターなので出させないで欲しい」と断られた。これに悔しい思いをした『KOF』製作スタッフは、「『KOF』にロックは出さない」という意思表明として『KOF2001』で子供姿のロックを登場させたが[4]、後の『KOF XIV』において本編出場を果たした。なお、当時『餓狼』の開発スタッフで『KOF XIV』のプロデューサーを務める小田泰之はロックの『KOF』参戦について「いきなり消費するのはもったいないから1回目は飛ばしてほしいと言っていた。だから最初は出ないにしても、それ以降は出ると思っていた」と語っており、その後の作品で参戦しなかった理由については不明としている[5]。
- 『KOF MI』シリーズではアナザーコスチュームとして『月華の剣士』の主人公、楓のコスチュームを着たロックが使用できる。
- パチスロ機『餓狼伝説Special』ではレア演出としてテリーステージでロックが登場する。さらに2009年1月に導入が開始されたパチスロ機『マキシマムインパクト』にも登場。キャラクターをソワレ・メイラに選択した場合、バトル演出STAGE2の対戦相手となる。

## 担当声優
- 竹本英史（『餓狼MOW』、『NBC』、『KOF MI』シリーズ）
- 内田雄馬（『KOF XIV』以降の関連作品）
- 小清水亜美（アニメ『KOF:DESTINY』：少年期）

## 関連人物
- テリー・ボガード - 養父
- ギース・ハワード - 実父、因縁及び敵対関係（『KOF』シリーズでギースが生きている事から『KOF』シリーズのみの設定）
- メアリー - 母、病死したと思われたが、『餓狼CotW』にて生存していることが判明
- キム・ドンファン - 旧友
- キム・ジェイフン - 旧友
- グラント - 叔父の親友、敵対関係
- カイン・R・ハインライン - 母方の叔父、敵対関係、『餓狼MOW』終盤以降母が本当に生きてるか知る為渋々共闘
- ヴォルフガング・クラウザー  - 実父の異母兄弟（『バトルファイターズ餓狼伝説2』では異母弟とされるため、この設定上であれば父方の叔父となる。）
- ビリー・カーン - 「ギースの息子」という事実に執着している実父の元配下
- B.ジェニー - 『XV』のチームメイト
- 牙刀 - 『XV』のチームメイト
- ニノン・ベアール - 一目惚れされるがロックは気味悪がっている
- 秦大龍 - 父方の遠い祖先
- Mr.BIG -『餓狼CotW』において母を誘拐する。一方で死の淵を彷徨っていた母の病を治療するなど命の恩人という一面もある。